# 22e régiment de tirailleurs algériens
Le 22e Régiment de Tirailleurs Algériens était un régiment d'infanterie appartenant à l'Armée d'Afrique qui dépendait de l'armée de terre française.

## Création et différentes dénominations

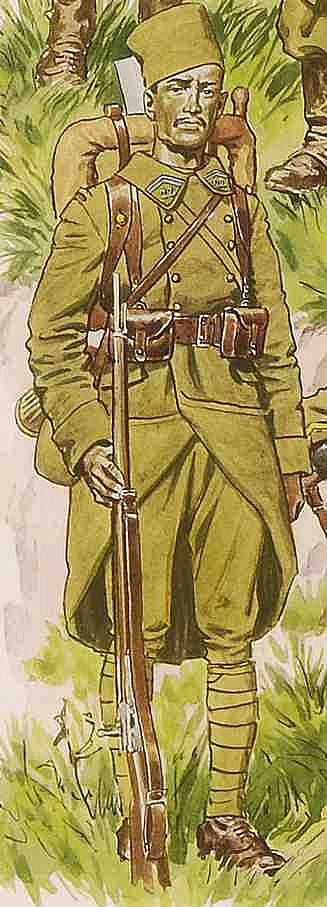
Tirailleur du en 1939-1940 (dessin des années 1940).

- 1915: Création du 2e Régiment de Marche de Tirailleurs.
- 1921: Renommé 22e Régiment de Tirailleurs Algériens.
- 1942: Dissolution.
- 1949: Reconstitué en 22e Bataillon de Tirailleurs Algériens.
- 1954: Transformé en 22e Régiment de Tirailleurs Algériens.
- 1958: Changement de nom en 22e Régiment de Tirailleurs.
- 1962: Dissolution, forme le  51e Régiment d'Infanterie Motorisé.

## Chefs de corps
- De 1914 à 1915: régiment de marche du 2e Tirailleurs.
- Lieutenant-Colonel Sibra.

- De 1915 à 1918: du 2e R.M.T.
- Colonel Bourgue
- Lieutenant-Colonel Barbeyrac de St Maurice.
- Lieutenant-Colonel D'Auzac de la Martinie.
- Colonel Appert
- 15 mars 1932 à 10 juin 1934, Lieutenant-Colonel Gérard Audet

en 1961 et 1962
- Lieutenant-Colonel GIRARDON Marcel
- Colonel Jean QUAREZ de 1963 au 30 juin 1964 dissolution du 22 rt pour devenir le 51 RIM
- 262 au 30 juin 1964

## Historique des garnisons, campagnes et batailles

### Première Guerre mondiale

#### 1914
Sous le nom de régiment de marche du 2e Tirailleurs sous les ordres du Lieutenant-Colonel Sibra embarque à Oran le 5 août 1914, débarqué en métropole le 7 août 1914. Il appartient 37e Division d'Infanterie à la 73ebrigade commandé par le Général Blanc.
Il est composé de deux bataillons le 2e et 5e.
Le 26 septembre 1914, il fusionne avec le régiment de marche du 6e Tirailleurs et forment le 1er régiment de marche de Tirailleurs.
Le 4e bataillon du 6e Tirailleurs
Le 2e bataillon du 2e Tirailleurs
le 5e bataillon du 2e Tirailleurs
Le 2e bataillon du 5e Tirailleurs.

#### 1915
En février 1915 le 2e bataillon du 5e Tirailleurs quitte le régiment. Fin mars 1915, le régiment reçoit le 6e bataillon du 2e tirailleurs qui vient du 1er R.M.T.
Le 2e régiment de marche de tirailleurs, fut officiellement formé en avril 1915 avec les éléments de deux régiments de la 37e division d'infanterie, le 2e et le 6e de marche.

#### 1917
En avril 1917 il se stabilise avec trois bataillons (2e, 3e et 6e bataillons).

#### 1918
Il existera jusqu'en 1921 date à laquelle il sera dissous au Levant et versera le reliquat de ses effectifs au 22eR.T.A.

### Entre-deux-guerres
Colonel Appert
15 mars 1932 au 10 juin 1934, Lieutenant-Colonel Gérard Audet, Toul.
En 1936, le 22è tirailleurs est en ganison à Verdun.

### Seconde Guerre mondiale

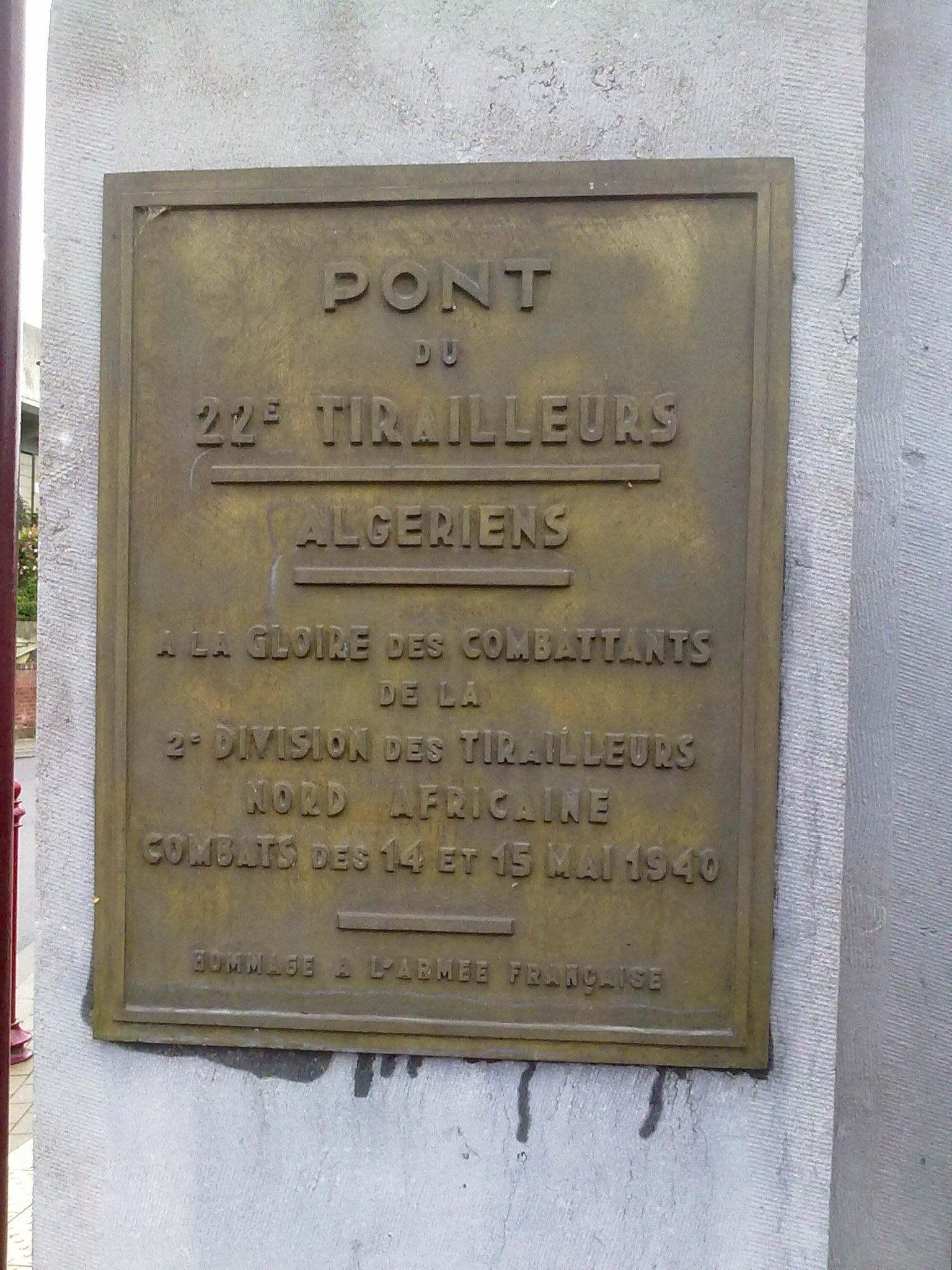
14-15 mai 1940.

En 1939, il est en garnison à Toul sous les ordres du colonel Dubo; il appartient à la 2e division d'infanterie nord-africaine. Il participera à la bataille de la Dyle.
- 1940 :
  - 25 au 30 mai 1940 Poche de Lille

### Depuis 1945
Il sera présent en Indochine sous le nom de 22e Bataillon de Tirailleurs Algériens du 6 au 8 octobre 1950, il sera présent dans la région de Tra Vinh.
1955 Chef de corps - Commandant Pierre GALMICHE[réf. nécessaire]
En 1958 il devient 22e Régiment de Tirailleurs, le "A" disparaissant.

Il sera dissous en 1964 à Amiens Caserne Friant. Le Régiment prendra le nom de 51e Régiment d'infanterie motorisée.

## Inscriptions portées sur le drapeau du régiment
Il porte, cousues en lettres d'or dans ses plis, les inscriptions suivantes :
- Champagne 1915
- Verdun 1916
- L'Aisne 1917
- Picardie 1918
- Levant 1920
- Maroc 1925-1926

## Décorations
Sa cravate est décorée de la Légion d'honneur de la Médaille militaire (décret du 5 juillet 1919) de la Croix de guerre 1914-1918 avec six palmes (cité 6 fois à l'ordre de l'armée) puis de la Croix de guerre des Théâtres d'opérations extérieurs avec deux palmes (cité 2 fois à l'ordre de l'armée) puis une étoile vermeil (cité une fois à l'ordre du corps d'armée).

## Personnalités
- Martial Brigouleix, résistant.

## Sources et bibliographie
- Anthony Clayton, Histoire de l'Armée française en Afrique. 1830-1962, éd. Albin Michel, Paris, 1994
- Robert Huré, L'Armée d'Afrique : 1830-1962, éd. Charles-Lavauzelle, Paris, 1977